# 于里耶勒站
于里耶勒站是法国的一个铁路车站，位于法国中部阿列省市镇于里耶勒。

## 位置
于里耶勒站位于于里耶勒市区南部，蒙吕松－圣叙皮斯洛里耶尔铁路337.614公里处，距离蒙吕松大约10公里。车站大致呈东西走向，开口朝北。

## 设施
于里耶勒站是一个无人看守的铁路乘降所，没有售票设施及人工售票窗口。在该站上车的乘客需提前购票或使用通勤卡。

## 站台设置
| 北↑ |      |             | 主站房 |
|     | 侧式 |             |        |
|     |      | 蒙吕松方向→ |        |
|     |      | ←盖雷方向   |        |
|     | 侧式 |             |        |
| 南↓ |      |             |        |

## 停靠线路
以下列车线路在于里耶勒站停靠：
| 于里耶勒站列车线路表 |      |        |            |              |
| 线路                 | 车种 | 上一站 | 下一站     | 大致运行频率 |
| 蒙吕松—利摩日        | TER  | 蒙吕松 | 拉沃弗朗什 | 每天1-2趟    |
| 1.                   |      |        |            |              |

## 配套交通

### 公共交通
于里耶勒站附近暂无长途大巴车及城市公共交通。当铁路线施工或罢工时，SNCF可能会提供途径该线路沿途站点的大巴车。

### 社会车辆
于里耶勒站门口可停靠社会车辆及出租车。

## 临近车站
| 于里耶勒站（Gare d'Huriel）    |                              |                     |
| 上行车站                       | 线路                         | 下行车站            |
| 蒙吕松城站 10km ←              | 蒙吕松－圣叙皮斯洛里耶尔铁路 | 拉沃弗朗什站 → 18km |
| - 本表仅显示运营中的线路及车站 |                              |                     |